# Safia holologica
Safia holologica är en fjärilsart som beskrevs av Dyar 1920. Safia holologica ingår i släktet Safia och familjen nattflyn. Inga underarter finns listade.